# Руссель, Ипполит
Руссель, Ипполит (22 марта 1824 года Ла-Ферте-Масе — 22 января 1898 года острова Гамбье) — французский священник и миссионер в Полинезии, член Конгрегации Священных сердец Иисуса и Марии.

## Биография
В 1854 году Руссель был отправлен проповедовать христианство на остров Мангарева — крупнейший остров архипелага Гамбье в составе архипелага Туамоту и . Он был снят со своего поста в Мангареве из-за его «резких заявлений», а в 1866 году был назначен возглавить новую миссию на острове Пасхи вместе с Эженом Эйро, который вскоре скончался. Во время своего пребывания на острове Пасхи Руссель составил заметки о обычаях и традициях островитян, которые он отправил в чилийский Вальпараисо, служивший штаб-квартирой для тихоокеанских миссий конгрегации, в 1869 году, и которые были опубликованы в апреле и июне 1926 года в «Летописи священных сердец».
В 1871 году, после конфликта с французским авантюристом Жаном-Батистом Дютру-Борнье, который провозгласил себя «королём» острова, Руссель был вынужден покинуть остров Пасхи. С ним уехало 275 островитян, после чего на острове осталось не более 230 жителей-рапануйцев. Руссель вернулся в город Рикитеа на Мангареве и возглавлял там католическую миссию до своей смерти в 1898 году. Он периодически возвращался на остров Пасхи, в том числе в 1882—1883 годах, когда он провозгласил Атаму Текена королем острова.